# 상황적 동성애
상황적 동성애(狀況的同性愛, 영어: Situational  homosexuality)는 군대나 단성 교육단체, 교도소 등 원래 하나의 성으로 만 이루어진 소규모 사회가 존재해, 이성애자인 사람이 이성애를 충족할 수 없는 환경에서 보상 행위로 동성애나 동성간 성행위를 취하는 것을 말한다. 예를들어 남학교·여학교 등에서 성적 지향의 미형성기 및 형성 단계기에 일시적으로 동성에게 끌리는 경우가 있다. 상황적 성행동의 일종이다.
그러나 원래 이성애자인 사람들이 제대·석방·졸업 등으로 이성과 교류할 수 있는 환경으로 이전하게 되면 이 동성애적 경향은 일반적으로 소멸하게 된다. 즉, 상황적인 동성애는 근원적인 성적 지향 자체에 의한 것이 아니라 환경에 일시적으로 형성되는 성적 지향으로 간주될 수 있다. 그러나 상황적 동성애를 경험한 사람 중에는 양성애자나 범성애자, 무성애자도 포함될 수 있으며, 그 성적지향은 환경이 변해도 존속하게 된다.
고대 그리스나 현 아프가니스탄의 바차 바지 문화처럼, 시대나 지리에 따라 동성애가 특권이나 주류인 사회에서도 상황적 동성애가 나타나게 된다.
상황적 동성애에서는 종종 합의가 부재된 수직적 권력에 따른 연인 관계가 형성되는 경우가 많아 도덕적 비판의 대상이 되기도 한다.

## 참고 문헌
- "동성애"- "브리태니커 백과 사전"